# Trollhättans gamla vattentorn
Trollhättans gamla vattentorn är ett tidigare vattentorn i stadsdelen Tingvalla i Trollhättan, nära Drottningtorget. Tornet, som är 50 meter högt, byggdes 1907-1909. Vattentornet ritades av arkitekt Erik Josephson . Mellan åren 1984 och 1990 hade Trollhättans Närradioförening sina lokaler i tornet.År  1992 byggdes tornet om för lägenheter. Totalt innehåller tornet nio lägenheter som är antingen i etage eller på ett våningsplan. År 2018 genomfördes ännu en renovering. Efter renoveringen innehöll byggnaden elva lägenheter: fem enrumslägenheter på 37 kvm, två tvårumslägenheter på 54 kvm och två trerumslägenheter på 73,5 kvm.
Nya vattentorn uppfördes från 1950 i Karlstorp (en grupp på tre), Sylte, Lextorp och Skogshöjden.